# Léon Heuzey

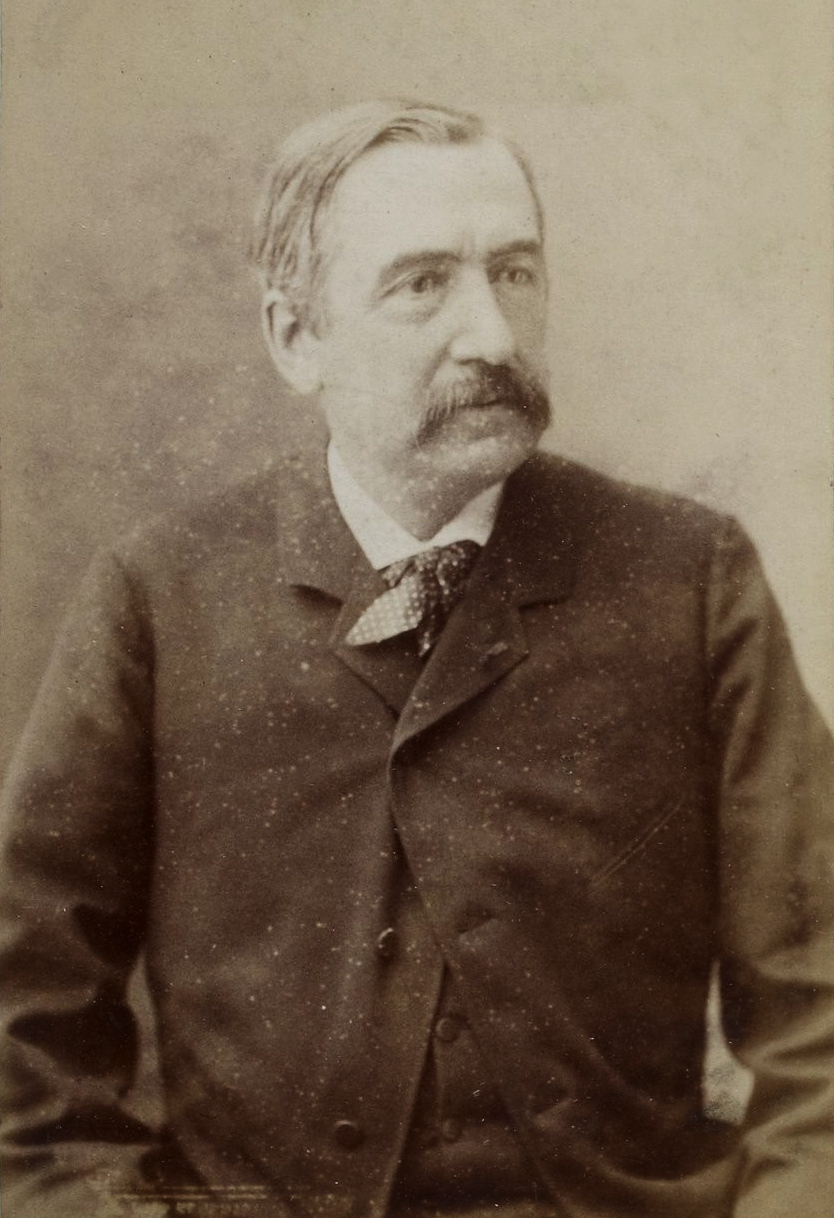
Porträtfoto Heuzeys aus dem Jahr 1883.

Léon Alexandre Heuzey (* 1. Dezember 1831 in Rouen; † 8. Februar 1922 in Paris) war ein französischer Archäologe.
Léon Heuzey war Vorstand der Abteilung orientalischen Altertümer sowie der Antiken Keramik des Pariser Louvre. Im Sommer 1878 wurde er vom französischen Konsul im Irak Ernest de Sarzec, der zu dieser Zeit in Tello(h) (Girsu) Ausgrabungen leitete, auf dessen Funde aufmerksam gemacht. Daraufhin begann er in der Folgezeit selbst die Ausgrabungen zu leiten und erkannte, wie wichtig diese Funde für die Assyriologie waren.
Schon 1861 begann unter der Leitung Heuzeys die Ausgrabung in der makedonischen Stadt Aigai (heute Vergina), die bis heute andauert. Er wurde Professor an der École nationale supérieure des beaux-arts de Paris sowie an der École du Louvre. 
1874 wurde Heuzey zum Mitglied der Académie des Inscriptions et belles-Lettres gewählt, 1883 war er deren Präsident. Seit 1885 war er Mitglied der Académie des Beaux-Arts.
Von 1900 bis 1915 war er korrespondierendes Mitglied der Preußischen Akademie der Wissenschaften. 1915 beendete er seine Mitgliedschaft in der Akademie wie viele andere französische Mitglieder aufgrund des „Aufrufs an die Kulturwelt“.
Heuzey war Mitglied der Ehrenlegion (Großkreuz).

## Schriften
- mit Honoré Daumet: Mission archéologique de Macédoine. 2 Bände (Textband. Tafelband.). Firmin-Didot et Cie, Paris 1876, (Digitalisate: Textband. Tafelband.).
- Les figurines antiques de terre cuite du Musée du Louvre. Gravées par Achille Jacquet. Morel et Cie, Paris 1883, (Digitalisat).
- Les origines orientales de l’art. Recueil de mémoires archéologiques et de monuments figurés. 8 Lieferungen. Leroux, Paris 1891–1915, (online).